# Соллі
Чхве Чжин Рі (кор. 최진리, 23 березня 1994, Пусан, пров. Південний Кьонсан, Республіка Корея — 14 жовтня 2019, Соннам, пров. Кьонгі-до, Республіка Корея) — південнокорейська співачка, акторка, фотомодель, відома за сценічним ім'ям Соллі. Була учасницею дівочого гурту f(x) агентства SM Entertainment, протягом 2009—2015 років.

## Біографія
Чжин Рі народилася 29 березня 1994 року в місті Янсан, провінція Південний Кьонсан, Республіка Корея, але майже все своє дитинство провела в портовому Пусані. Ім'я Соллі (англ. Sulli) означає Сніжна квітка, від «Sul» — сніг і «li» — квітка, а її ім'я при народженні Чжин Рі, означає «Істина». Була третьою з чотирьох дітей і єдиною донькою. Її матір завжди мріяла, щоб Соллі стала актрисою, тому ще в дитинстві записала її до акторської школи.
Соллі відвідувала початкову школу Jungbu (кор. 중부초등학교) в Пусані та початкову і середню школу Чонгдама (кор. 청담중학교) в Сеулі. Закінчила Старшу школу виконавських мистецтв Сеула разом з Сюзі з гурту Miss A, і своєю колишньою однокласницею Хон Ю Кен з гурту A Pink.

### Кар'єра
2004-го, коли навчалася в четвертому класі, вперше приїхала до Сеула. З 2005 року вона розпочала свою акторську кар'єру, зігравши роль маленької принцеси Сон Хва в дорамі «Балада Со Дона», а через деякий час зіграла епізодичну роль в інший дорамі «Любов потребує дива».
Абсолютно раптово Соллі захотіла стати співачкою, і пішла на прослуховування в SM Entertainment, під час якого вона заспівала пісню «Chingu» гурту S.E.S.. Після прослуховування вона офіційно стала стажистом SM, і того ж року переїхала до гуртожитка разом з ТеЙон і Тіффані з SNSD.
У 2006 році виконала роль в дорамі «Канікули», де також знімався Пак Ю Чхон. Трохи пізніше вона зіграла незначні ролі у таких проєктах як «Удар леді» (2007), «Дурень» (2008).
5 вересня 2009 року Соллі дебютувала в складі жіночої групи f(x) із п'яти дівчат, з синглом «La Cha Ta».
У серпні 2012 року Соллі виконала головну роль в дорамі «Для тебе в усьому кольорі», разом з Мінхо з гурту SHINee.
У серпні 2014 року з'явилася у фільмі «Пірати», поряд з актрисою Сон Йе Чжин і актором Кім Нам Гільом. Бюджет фільму склав 10 мільярдів вон.
У листопаді 2014 року зіграла головну роль у фільмі «Король моди» поряд з Чжу Воном і Кім Сон О. Зіграла персонажа на ім'я Квак Ин Чжин, сором'язливу дівчину, яка намагається змінити свій стиль, щоб привернути увагу хлопця, який їй подобався.
25 липня 2014 року через моральне і фізичне виснаження від безперервних шкідливих коментарів і неправдивих чуток, які поширювалися про неї, Соллі повідомила, що збирається взяти невелику перерву і на деякий час відійти від індустрії розваг.
У серпні 2015 року, компанія офіційно підтвердила, що Соллі залишає склад групи f(x).
У 2017 році Соллі зіграла головну жіночу роль у фільмі «Реальний» з Кім Су Хеном. Після трирічної перерви Соллі відновила свою сольну музичну кар'єру в 2018 році з синглом «Dayfly», за участю Dean. Улітку 2019 р. співачка випустила свій сольний альбом «Goblin».

### Особисте життя
Вона публічно оголосила, що є прихильницею руху No Bra і вибирає, надіти або ні, бюстгальтер, виходячи зі зручності та її наряду в цілому. У консервативному південнокорейському суспільстві це викликало цілий скандал. Восени 2013 року папараці «застукали» 19-річну Соллі, коли вона гуляла, тримаючись за руки з 34-річним співаком Чойза (англ. Choiza) з Dunamic Duo. 19 серпня 2014 року стало відомо, що вона зустрічається з Чойза, солістом групи Dynamic Duo, що було підтверджено обома сторонами. Пара зустрічалася з вересня 2013 року по березень 2017 роки, коли 6 березня 2017 року пара оголосила про розрив стосунків.
Відомо також, що вона підтримувала дружні взаємини з Кім Джон Хьоном, корейським поп-виконавцем, який наклав на себе руки в 2017 році у віці 27 років.

### Смерть
14 жовтня 2019 року о 15:21, Соллі була знайдена мертвою її менеджером в своєму будинку в місті Соннам що на південь від Сеула. Її менеджер прийшов додому до Соллі через те, що не зміг до неї додзвонитися з 18.30 попереднього дня. Поліція не знайшла слідів злочину і дійшла висновку, що причиною смерті стало самогубство, проте передсмертної записки немає.
В кінці 2019 року в Південній Кореї буде розглянуто законопроєкт, який вже отримав назву «закон Соллі» про те, що люди, котрі залишають в інтернеті свої коментарі, повинні спочатку зареєструватися під справжніми іменами. Опитування показали, що законопроєкт підтримують 70 % населення.

## Дискографія

### Сингли
| Назва                                                                       | Рік                    | Пікові позиції у чартах | Пікові позиції у чартах | Пікові позиції у чартах | Альбом                 |
| Назва                                                                       | Рік                    | KOR                     | KOR Hot                 | US World                | Альбом                 |
| Як головний виконавець                                                      | Як головний виконавець | Як головний виконавець  | Як головний виконавець  | Як головний виконавець  | Як головний виконавець |
| --------------------------------------------------------------------------- | ---------------------- | ----------------------- | ----------------------- | ----------------------- | ---------------------- |
| «Goblin» (고블린)                                                           | 2019                   | —                       | 96                      | 14                      | Goblin (сингл)         |
| Як запрошений виконавець                                                    |                        |                         |                         |                         |                        |
| «Dayfly» (кор. 하루살이) (Dean з Соллі & Rad Museum)                        | 2018                   | 37                      | —                       | —                       | Сингл без альбому      |
| «—» релізи, що не потрапили у чарти або не виходили у відповідних регіонах. |                        |                         |                         |                         |                        |

### Авторство у написанні пісень
| Рік  | Альбом | Виконавець | Пісня                       | Текст   | Текст          | Музика  | Музика                        |
| Рік  | Альбом | Виконавець | Пісня                       | Вказана | З ким          | Вказана | З ким                         |
| ---- | ------ | ---------- | --------------------------- | ------- | -------------- | ------- | ----------------------------- |
| 2019 | Goblin | Sulli      | «Goblin» (кор. 고블린)      | Так     | Jibin of Y2K92 | Так     | Johan Gustafsson, Cazzi Opeia |
| 2019 | Goblin | Sulli      | «On The Moon» (кор. 온더문) | Так     | Jibin of Y2K92 | Так     | Simo, Jung Min Kyu            |
| 2019 | Goblin | Sulli      | «Dorothy» (кор. 도로시)     | Так     | Jibin of Y2K92 | Так     | Simo, Jung Min Kyu            |

## Фільмографія

### Телевізійні серіали
| Рік  | Назва                                                    | Роль                                       | Мережа |
| ---- | -------------------------------------------------------- | ------------------------------------------ | ------ |
| 2005 | «Драматичне місто – Майте гобліна»                       | «Сама»                                     | KBS    |
| 2005 | «Балада Со Дона»                                         | Юна принцеса Сонхва з Силла                | SBS    |
| 2005 | «Любов потребує дива»                                    | На Сун Джу (Камео)                         | SBS    |
| 2006 | «Драматичне місто – Прийшла квітка»                      | Но Ю Ран / Квітка Но (основна роль)        | KBS2   |
| 2006 | «Канікули»                                               | Молода перлина станції (кор. 어린 진주 역) |        |
| 2010 | «Ой! Моя леді»                                           | Подіумна модель (камео, 1 серія)           | SBS    |
| 2012 | «Для тебе в усьому кольорі» (Корейська версія Hana Kimi) | Но Че Хі                                   | SBS    |
| 2019 | «Готель дель Луна»                                       | Чон Чі Ин (камео, 10 серія)                | tvN    |

### Фільми
| Рік  | Назва                                       | Роль              | Примітки                                                                     |
| ---- | ------------------------------------------- | ----------------- | ---------------------------------------------------------------------------- |
| 2007 | «Удар леді»                                 | Квак Чун Сім      |                                                                              |
| 2008 | «Дурень»                                    | Янг Чжі Хо        |                                                                              |
| 2010 | «Воруши ластами!»                           | Шеллі             | Корейський дубляж                                                            |
| 2012 | Я                                           | У ролі самої себе | Документальний фільм про SM Town Live '10 World Tour в Madison Square Garden |
| 2012 | SM Town Live in Tokyo Special Edition in 3D | У ролі самої себе | Документальний фільм про SM Town Live World Tour III в Токіо                 |
| 2014 | «Пірати»                                    | Хек Міо           |                                                                              |
| 2014 | «Король моди»                               | Квак Ин Чжин      |                                                                              |
| 2017 | «Реальний»                                  | Сон Юн Хва        |                                                                              |

### Розважальні шоу
| Рік       | Назва                      | Телеканал | Роль                       |
| --------- | -------------------------- | --------- | -------------------------- |
| 2010-2011 | Inkigayo                   | SBS       | Ведуча                     |
| 2011      | Welcome to the Show        | SBS       | Вигадана версія самої себе |
| 2018      | Jin Ri's Shop              | Naver TV  | Головна роль               |
| 2019      | The Night of Hate Comments | JTBC2     | MC                         |

## Нагороди та номінації
| Рік  | Нагорода                    | Категорія                                        | Робота                      | Результат    |
| ---- | --------------------------- | ------------------------------------------------ | --------------------------- | ------------ |
| 2012 | Премія Mnet «Вибір 20-их»   | 20's Upcoming 20's                               | н/д                         | Номінація    |
| 2012 | SBS драма (премія)          | Нагорода Netizen за популярність                 | «Для тебе в усьому кольорі» | Номінація    |
| 2012 | SBS драма (премія)          | Краща пара разом із Чхве Мінхо                   | «Для тебе в усьому кольорі» | Перемога     |
| 2012 | SBS драма (премія)          | Краща нова акторка                               | «Для тебе в усьому кольорі» | Перемога     |
| 2013 | 49-а Премія мистецтв Пексан | Найкращий акторський дебют (жінки) (телебачення) | «Для тебе в усьому кольорі» | У шорт-листі |
| 2013 | 49-а Премія мистецтв Пексан | Нагорода за популярність (жінки) (телебачення)   | «Для тебе в усьому кольорі» | Номінація    |
| 2015 | 51-а Премія мистецтв Пексан | Нагорода за популярність (жінки) (кіно)          | «Король моди»               | Номінація    |